# 陳廷弼
陳廷弼（？年—？年），號穆甫，湖南長沙府善化縣人，由監生，遵籌餉事例報捐布政司經厯，加捐直隷州知州，分發四川試用，隨勸辦兩湖捐輸會勦髮匪，以知府陞用，咸豐十一年正月署四川順慶府岳池縣知縣。是一位政治人物，明清時曾在四川順慶府岳池縣（位於今四川東北部，武周萬歲通天二年分南充、相如二縣置，是一個千年古縣）擔任官吏。